# Турция на летних Олимпийских играх 1924
Турция принимала участие в летних Олимпийских играх 1924 года в Париже (Франция), в третий раз за свою историю, но не завоевала ни одной медали.

## Состав сборной
Страну представляло 22 спортсмена (все — мужчины), которые выступили в 5 видах спорта (лёгкая атлетика, борьба, тяжёлая атлетика, футбол, фехтование).

## Результаты

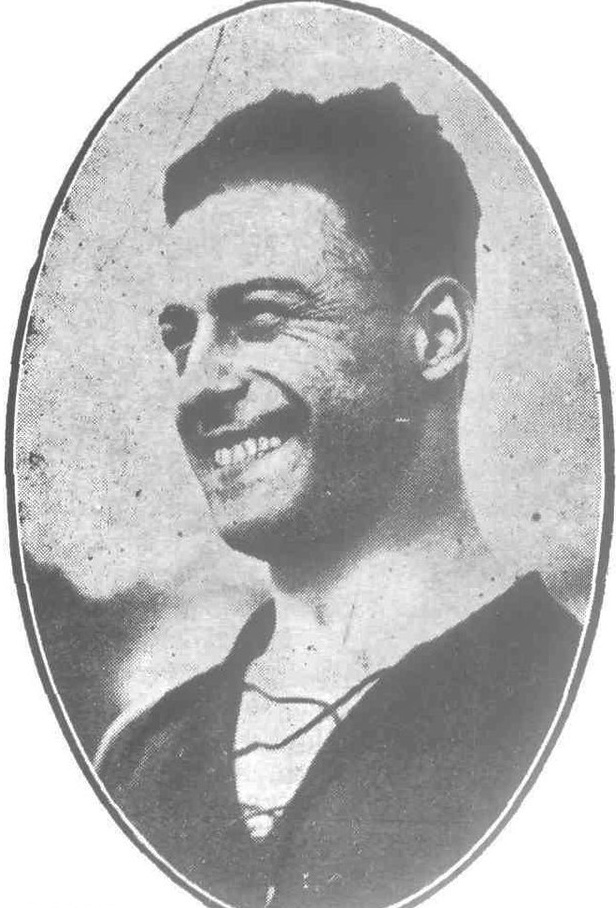
Бекир Рефет забил два гола в футбольном матче с Чехословакией.

### Греко-римская борьба
Соревнования прошли с 6 по 10 июля по системе с выбыванием после двух поражений.
В легчайшем весе (до 58 кг) Мазхар Чакин провёл схватку с австрийцем Адольфа Хершманна, результат был определён по очкам. Потом проиграл бельгийцу Анри Дириксу с результатом 11:17. Не вышел в следующий этап.
В весовой категории до 67,5 кг Фуат Акбаш провёл бой с финном Калле Вестерлундом и проиграл 16:54 (туше). Во втором круге проиграл латвийцу Рудольфсу Ронису 17:50 (туше). Не вышел в следующий этап.

### Футбол
Турнир по футболу проходил с 25 мая по 9 июня, в нём принимали участие только мужские сборные 22 стран. Одновременно он был чемпионатом мира. 25 мая турецкая сборная сыграла матч с Чехословакией, проиграла со счётом 5–2 и выбыла из турнира. оба гола забил нападающий Бекир Рефет. 